# Tourdion
Tourdion je historický tanec z doby renesance. Jedná se o skočný tanec v 6/8 taktu. Jedná se také o jméno známé francouzské pijácké písně přibližně z roku 1530.
Doklady o původu hudby a textu si navzájem protiřečí. Na jedné straně je autorství připisováno Pierrovi Attaignantovi, na straně druhé se údajně jedná o dílo anonymního skladatele. Dílo bylo patrně Pierrem Attaignantem, průkopníkem tisku notových zápisů, poprvé publikováno.
Současný text ve francouzštině by měl být rekonstrukcí původního ztraceného textu.
Píseň patří do repertoáru mnohých pěveckých sborů a instrumentálních skupin.

## Další názvy pod kterými je píseň známa
- Markytánka
- Batalion

## Významní čeští interpreti písně
- Bambini di Praga
- Spirituál kvintet